# Gunther Tietz
Gunther Tietz (* 24. Mai 1961 in Adelebsen; † 16. Juni 1993 in Berlin) war ein deutscher Schriftsteller, Lyriker und Herausgeber.  Er schrieb Gedichte, Erzählungen und Feuilletons und verfasste einen Großstadtroman.

## Leben
Tietz wuchs in einer kinderreichen Familie in Kassel auf. Mit 15 Jahren fing Gunther Tietz an zu schreiben und las den Lyriker Johannes Bobrowski. Seit 1978 arbeitete er schon als Schüler für Christine Brückner. Er übernahm Sekretariatsarbeiten für das Schriftstellerehepaar Christine Brückner und Otto Heinrich Kühner und erledigte die englisch- und französischsprachige Korrespondenz. An der Kasseler Heinrich-Schütz-Schule legte er 1979 seine Abiturprüfung ab. 1980 wurde Tietz Literaturstipendiat (VS) in Berlin und lebte seither in Berlin. Mit Christine Brückner unterhielt er einen wöchentlichen Briefwechsel. Gunther Tietz studierte in Berlin Geschichte und Germanistik an der Freien Universität Berlin.
1981 veröffentlichte Gunther Tietz seinen Lyrikband Die Verteidigung der Schmetterlinge ausgestattet mit Radierungen des Schweizer Künstlers Georg Gessler aus dem Zyklus Untergang und Neuschöpfung. Die Einführung schrieb die Schriftstellerin Ingeborg Drewitz. 1983 verfasste er mit Berta Schleicher eine biographische Textsammlung über Malwida von Meysenbug.
Gunther Tietz verfasste 1988 das Vorwort zu Christine Brückners Hat der Mensch Wurzeln?
Als Herausgeber gab Gunther Tietz Caroline von Humboldts Ein Leben in Briefen und mit Sigrid Bauschinger 1989 die biographischen Texte, Aufsätze, Rezensionen, Interviews Über Christine Brückner heraus.
1991 veröffentlichte Tietz seinen an Alfred Döblin angelehnten Berliner Großstadtroman Kartoffel is Kartoffel. Sein Werk war literarisch beeinflusst von Franz Hessel und Christopher Isherwood. Tietz war bis zu seinem frühen Tod befreundet mit dem in Kassel lebenden Schriftstellerehepaar Otto Heinrich Kühner und Christine Brückner. Er war vorgesehen als Nachlassverwalter des in Kassel lebenden Schriftstellerehepaars Christine Brückner und Otto Heinrich Kühner.
Tietz starb während des Studiums als cand. phil. Dr. 1993 im Alter von 32 Jahren im Auguste-Viktoria-Krankenhaus in Berlin-Schöneberg an den Folgen von Aids und wurde auf dem Domfriedhof begraben.

## Werke
- ungefragt. Gedichte. Packpapier Verlag, Osnabrück 1979 (Reihe „Literatenpack“).
- Die Verteidigung der Schmetterlinge. Radius-Verlag, Stuttgart 1981, ISBN 978-3-87173-586-8
- Stadtsparkasse Kassel (Hrsg.) Malwida von Meysenbug: Ideal einer Frauengestalt des 19. Jahrhunderts. Mit Beiträgen von Berta Schleicher
- Beitrag Grenzen und Grenzfälle des Selbstbewußtseins der Malwida von Meysenbug im Jahrbuch 1986 der Malwida von Meysenbug Gesellschaft Kassel, 1986
- Kartoffel is Kartoffel. Ullstein, Berlin und Frankfurt/M. 1991, ISBN 978-3-550-06188-2

## Zitate
Christine Brückner zitiert Gunther Tietz in ihren Briefen Lieber alter Freund.

„Ich habe mir diese Veranlagung nicht ausgesucht“